# کلودیا ولز
کلودیا ولز (انگلیسی: Claudia Wells؛ زادهٔ ۵ ژوئیهٔ ۱۹۶۶) یک هنرپیشه، و بازیگر سینما اهل ایالات متحده آمریکا است.

## فیلم‌شناسی
از فیلم‌ها یا برنامه‌های تلویزیونی که وی در آن نقش داشته است می‌توان به بازگشت به آینده اشاره کرد.